# گانسوچین
گانسوچین (به لهستانی:  Gąsocin) یک روستا در لهستان است که در گمینا سونگسک واقع شده‌است. گانسوچین  ۱٬۲۳۸ نفر جمعیت دارد و ۱۱۲ متر بالاتر از سطح دریا واقع شده‌است.